# Теодора Комнин
Теодора Комнин (грч. Θεοδώρα Κομνηνή; рођена око 1145. године) била је сестричина византијског цара Манојла Комнина и жена јерусалимског краља Балдуина III Јерусалимског.

## Биографија
Теодора је била ћерка Исака Комнина, византијског севастократора и сина Јована II Комнина. Њен ујак је био Манојло I Комнин, а Марија Комнин полу сестра.
Балдуин III долази на јерусалимски престо 1153. године преузимајући власт од своје мајке реагента Мелисенде Јерусалимске. Пошто је био неожењен, Високи савет Јерусалима изгласао је да треба да се ожени и да жену треба тражити из Византијског царства, најмоћнијег и најбогатијег суседа. Четири године касније оженио се византијском принцезом Теодором, сестричином цара Манојла Комнина. Савезништво са Византијом било му је потребно у борби против све моћнијег муслиманског зенгидског војсковође Нур ад Дина, султана Сирије, највећег непријатеља Јерусалима, који је једино стрепео од византијског цара о чему сведочи његово оклевање да нападне кнежевину Антиохију на коју је Византија полагала вазална права још од времена Првог крсташког рата. Иако је брак склопљен из политичких разлога, љубав између Балдуина и Теодоре била је искрена. Балдуин је остао веран својој жени све до своје смрти 1163. године.
Посредник у Цариграду био је крсташки барон Хамфри II од Торона, у пратњи Атарда, архибискупа Назарета и још двојицом амбасадора. Венчање је било права сензација у Јерусалиму. Византијски цар није штедео новца. Њен мираз је вредео 100.000 хиперпира, а Вилијам од Тира наводи да је само за венчаницу цар потрошио 14.000 хиперпера. Теодора је као мираз добила град Акру и свим приходима града ако га надживи и ако не буду имали деце.
Амбасадори су са Теодором стигли у Јерусалим у септембру 1158. године, а венчање је обавио антиохијски патријарх. Њихов брак је био кратак и без деце јер је Балдуин умро 1162. године у својој 33. године, у Бејруту након краће болести, након чега Теодора са својих 17 година постаје удовица.
Након његове смрти Јерусалимско краљевство је наследио његов брат Амалрик, а теодора се настанила у Акри, која је према претходним договорима остала њен мираз и поклон.
Четири године након Балдуинове смрти, Андроник, Теодорин рођак, посетио је Свету земљу и добио господство Бејрут на управу од Амалрика, Балдуиновог брата и наследника. Из Бејрута је, по наводима Вилијама од Тира, Андроник је побегао Нур ад Дину у Дамаск од византијског цара Манојла који није одобравао инцестне афере које је Андроник имао. Теодора је пошла са њим. Тамо је Андронику родила двоје деце. Њих двоје ипак нису били у браку, а и били су у блиском сродству, тако да то није било одобравано од стране цркве, па су били екскомуницирани. Неколико година касније је Теодору и њено двоје деце заробио Нићифор Палеолог, управник Трапезунда и преда их Манојлу Комнину и искористио их као мамац да Андроника привуче у Цариград. Године 1180. Андроник се предао Манојлу, али је ипак успео да га убеди и да добије амнестију, на шта је утицало и Андрониково познанство и добри односи са аристократским породицама унутар царства. Пошто је његова индискреција била превелика да би потпуно био амнестиран он је послат у унутрашње изгнанство, на обалу Црног мора. Касније су постојали наводи да је организовала заверу и против Андроника када се овај дочепао царског престола. Међутим, за такве тврдње не постоји довољно доказа. Теодора се након 1183. године не појављује у историјским изворима.